# خوزی (مهر)
خوزی نام شهری از توابع بخش وراوی در شهرستان مهر در جنوب استان فارس در جنوب ایران واقع شده‌است. کشاورزی و دامداری از جمله شغل اکثر مردم این شهر می‌باشد. دین مردم خوزی اسلام (مذهب شیعه) و زبانشان لری است.

## آثار باستانی
امامزاده محمد در تنگ خوزی، قبرستان قدیمی خوزی که سنگ قبرهایی مربوط به ۷۰۰ سال قبل در ان وجود دارد قناتهای واقع در خوزی که قدمت آن بیش از دویست سیصد سال می‌باشد.
استودانهای خوزی:
این آثار در دشت جنوبی در فاصله ۹ کیلومتری جنوب شهر مهر وجنوب این دهستان واقع شده‌است. این استودانها با تبحر خاص و به شکل بسیار زیبایی در دل کوه کنده شده‌است و فاصله آنها تا سطح زمین حدوداً ۱۰ متر می‌باشد. با توجه به مشابهت آنها با آثار تاریخی مربوط به ایران باستان و نحوه تزئین اطراف استودانها این آثار مربوط به قبل از اسلام می‌باشد. ارتفاع آن نسبت به سطح دریا ۴۳۵ متر و در بخش کوه پایه ای در دره‌ای معروف به تنگ خوزی واقع شده‌است.

## تاریخچه خوزی
بقایای چاهی بنام چاه حسن و حسین هم هنوز در آنجا قرار دارد همچنین بقایای ظروف سفالی و سنگ قبر و غیره در آنجا یافت شده است.
بعد از مدتی طولانی که مردمان خوزی دوم در آنجا به زندگی ادامه می‌دهند باز هم به علت شیوع بیماریهای همه گیر که مجبور بودند خانه خود را رها کنند و علت‌های دیگری که باز هم نا معلوم است از آنجا نقل مکان کرده و تعدادی از آنها که که از بیماریها جان سالم به در برده بودند، به طرف مکان فعلی خوزی میدان امام خوزی کنونی کوچ می‌کنند و در آنجا خوزی سوم را بنا می‌نهند و خانه‌های خود را می‌سازند و زندگی خود را شروع می‌کنند کم‌کم جمعیت آنها زیاد تر شده و در اطراف خانه‌های خود به کشاورزی و دامداری نیز مشغول می‌شوند.
بعد از مدتی قلعه‌ای بنا می‌کنند و خانی در آنجا مستقر می‌شود که بنای قلعه هنوز هم پابرجاست و در کنار آن برکه‌های آب شیرین می‌سازند.
در اطراف روستا و خانه هایشان حصار و دیواری می‌سازند و چند دروازه برای ورود و خروج خوزی بنا می‌کنند که دروازه اصلی آن به نام شهروند معروف بوده است.
زندگی مردم هم ادامه داشته و در کنار آن دامداری و کشاورزی به خصوص در زمینهایی بگدون و شلدون و غیره که آب آنها از قنات‌هایی که در کوه حفر شده بوده تأمین می‌کردند، همچنین چند حلقه چاه نیز در مکانهای مختلف خوزی حفر کرده بودند که از آب آنها استفاده می‌کردند.
زندگی در خوزی سوم ادامه داشت و کم‌کم خوزی گسترش می‌یابد و جمعیت نیز بیشتر می‌شود تا اینکه در حال حاضر به طرف زمین‌های بالا دست خوزی که بنام شهرک معروف است روی آورده‌اند و در حال حاضر پتانسیل شهر شدن درخوزی وجود دارد زیرا هم جمعیت زیاد شده و هم خوزی گسترش یافته است این خلاصه‌ای از پیشینه تاریخی خوزی که البته نام دیگری بنام هوزی با هزّی نیز دارد که نام قدیم آن می‌باشد که البته این کلمه در قرآن کریم نیز ذکر شده است (سوره مریم آیه ۲۵) و در واقع چون دو سه بار مکان خوزی جابه‌جا شده و تکان خورده و از جایی به جای دیگر رفته است این اسم را برایش برگزیده بودند.
نام فعلی خوزی نیز به معنی محل کاشت نیشکر است، خوزی یعنی محلی که در آن نیشکر کشت می‌شده است و هم می‌توان گفت که این اسم هم بخاطر این است که احتمالاً در آن زمان در خوزی قدیم نیشکر کاشت می‌شده به این اسم معروف شده است این بود تاریخچه خوزی که به نام اولیه آن که به چند صد سال قبل بازمی‌گردد که آثاری چون دو امامزاده محمد پایینی و بالایی و همچنین قبرهایی در کوه معروف به استودانها و قناتهایی که در کوه وجود دارد و همچنین آسیاب‌های متعدد و چاه‌های قدیمی و غیره دلیل محکمی براین گفته می‌باشد.